# Diagram Ishikawy
Diagram Ishikawy, diagram przyczyn i skutków (ang. cause and effect diagram), znany także jako diagram ryby lub jako diagram rybiej ości (ang. fishbone diagram), a także diagram drzewa błędów, bowiem po odwróceniu schematu o 90° zgodnie z ruchem wskazówek zegara diagram przypomina drzewo, używany jest do ilustrowania związków przyczynowo-skutkowych, pomaga w ten sposób oddzielić przyczyny od skutków danej sytuacji i dostrzec złożoność problemu.
Ishikawa opracował diagram przyczynowo-skutkowy, w którym analiza rozpoczynana jest od stwierdzenia wystąpienia skutku (np. braku, awarii lub innego niepożądanego stanu) i prowadzona w kierunku identyfikacji wszystkich możliwych przyczyn, które go spowodowały. Wśród przyczyn wymienił on 5 głównych składowych – określanych jako tzw. 5M: Manpower (ludzie), Methods (metody), Machinery (maszyny), Materials (materiały), Management (zarządzanie). Każda z tych składowych rozbija się na poszczególne przyczyny, które powinny być rozpatrywane indywidualnie jako problemy do rozwiązania.

## Istota metod diagramu Ishikawy
Diagram przyczynowo-skutkowy jest graficzną analizą wpływu różnych czynników oraz ich wzajemnych powiązań wywołujących określony problem jakościowy oraz analizą rezultatów (skutków) spowodowanych działaniem tych powiązań. Metoda ta utworzona została w celu rozpoznania zależności pomiędzy wymaganiami klienta a jakością finalnego wyrobu i ułatwiającego ustalanie jego cech. Diagram porządkuje logicznie i chronologicznie przyczyny lub czynności ze względu na zdefiniowany problem.

## Etapy tworzenia wykresu przyczynowo-skutkowego
Diagram Ishikawy przedstawiany jest jako wielostopniowy proces Top – Down („od ogółu do szczegółu”), w którym przyczyny bezpośrednio wyznaczone na głównej osi traktowane są jako skutki innych przyczyn. Konsekwencją wykresu jest hierarchiczny podział przyczyn. Sposób postępowania przy tworzeniu wykresu przyczynowo – skutkowego składa się z kolejno następujących po sobie kroków:

### Analiza rozważanego zagadnienia
Przede wszystkim należy dokładnie i jasno zdefiniować problem, z jakim przedsiębiorstwo ma do czynienia, zebrać informacje i omówić wszystkie możliwe przyczyny rozważanego zjawiska oraz ustalić główne kategorie możliwych przyczyn. Skuteczną techniką zbierania informacji w zespole jest burza mózgów. Przegląd wyników burzy mózgów umożliwia zakwalifikowanie przyczyn do odpowiednich kategorii. Zestaw kategorii przyczyn należy dostosować do analizowanego problemu. Do najczęściej stosowanych kategorii przyczyn (zgodnie z zasadą 5M+E) należą:
- człowiek (Man)
- materiał (Material)
- sprzęt/maszyna (Machine)
- stosowana metoda (Method)
- kierownictwo (Management)
- środowisko/otoczenie (Environment)

W zależności od rodzaju i dziedziny analizowanego problemu możliwe jest również użycie innych kategorii przyczyn, np. wyposażenie, informacje, procedury, procesy, organizacja pracy, konkurencja, dostawcy.

### Tworzenie diagramu
Punktem wyjścia jest pozioma oś skierowana w prawą stronę, która jest określeniem wyraźnie sformułowanego problemu (skutku) i która łączy główne kategorie przyczyn w formie pochyłych strzałek prowadzących do badanego zjawiska. Kolejnym krokiem jest określenie przyczyn, które rozdziela się na podstawowe (główne) przyczyny i podprzyczyny. Do każdej kategorii przyczyn przyporządkowane są poziome strzałki, które symbolizują główne przyczyny badanego problemu. Wykres rozbudowywany jest przez dołączanie kolejnych przyczyn i podprzyczyn. (Rys. 1)

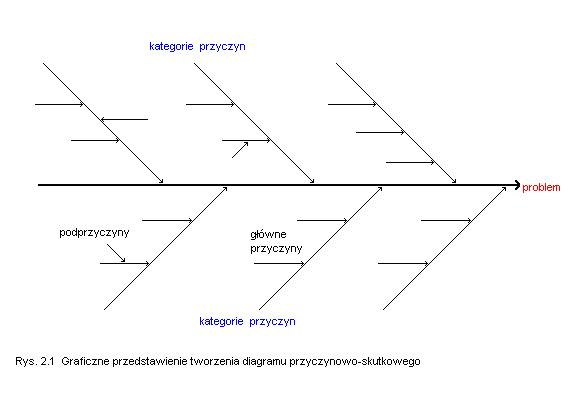
Rys. 1: Diagram przyczynowo-skutkowy

Każda strzałka oznacza „...przyczynia się do...”, tzn. kierując się od podprzyczyn w kierunku głównej osi poziomej interpretujemy wykres odpowiadając na pytanie „jaki to przynosi skutek?”. Natomiast odczytując diagram od strzałki poziomej do podprzyczyn odpowiadamy na pytanie „dlaczego”?
Rozbudowa wykresu kończy się w momencie pełnego zidentyfikowania zjawiska.

#### Sprawdzenie kompletności wykresu
Należy sprawdzić, czy wszystkie potencjalne przyczyny zostały zawarte w wykresie. Graficzna analiza badanego problemu umożliwia rozpoznanie i rozpatrzenie innych przyczyn, które wcześniej zostały pominięte lub nie były brane pod uwagę.

### Analiza diagramu
Należy wybrać i zidentyfikować małą liczbę (2 do 4) przyczyn, które prawdopodobnie mają największy wpływ na skutek oraz przeanalizować, czy zidentyfikowana istotna przyczyna rzeczywiście stwierdza badany problem oraz określić sposób wyeliminowania najbardziej prawdopodobnego procesu powstawania badanej niezgodności. Wyniki przeprowadzonej analizy należy sformułować w postaci wniosków. Ostatecznie konsekwencją graficznej formy przedstawienia przyczyn i skutków potencjalnych niepowodzeń jest przejrzyste rozpatrzenie badanego problemu. Diagram pozwala na zidentyfikowanie przyczyn zaistniałego problemu i ustalenie ich wzajemnych zależności.
Zastosowanie diagramu przyczynowo-skutkowego na przykładzie salonu fryzjersko-kosmetycznego (Rys. 2):

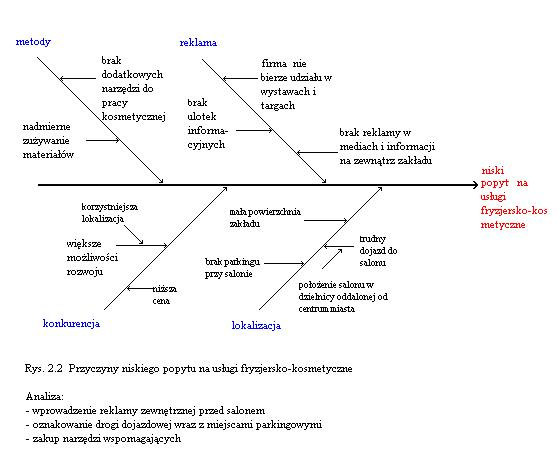
Rys. 2: Przykład zastosowania diagramu Ishikawy

## Zastosowanie diagramu
Za pomocą wykresu Ishikawy możemy wskazać wszelkie istotne związki zachodzące pomiędzy różnymi przyczynami oraz odkryć źródło niepowodzenia lub nieprawidłowego przebiegu procesu. Celem tej metody jest również analiza wyników danego kierunku postępowania, czyli wykrycie potencjalnych niepowodzeń przedsięwzięcia, uszeregowanie przyczyn problemów. Zastosowanie diagramu umożliwia rozpoznanie i klasyfikację wszelkich przyczyn pewnego zagadnienia i wskazanie przyczyny niedoskonałości procesu.
Analiza przyczyn i skutków przydatna jest szczególnie w pracy zespołowej ze względu na złożoność problemów oraz zróżnicowanej wiedzy i doświadczeń członków zespołu dotyczących przyczyn problemów. Przygotowywanie, tworzenie i analiza diagramu powinna odbywać się w grupie.

### Zalety diagramu
Graficzna analiza problemu jest uporządkowanym przekazem informacji, kładzie nacisk na hierarchię danych, zlokalizowanie i wyeliminowanie przyczyn problemu, ułatwia systematyzację możliwych przyczyn wystąpienia niepowodzenia, umożliwia swobodne wprowadzenie nowych propozycji oraz ich systematyzację na bieżąco. Jest również podstawą do dalszych działań i zbierania danych.

### Wady diagramu
Częstym problemem występującym podczas konstruowania diagramu Ishikawy jest trudność klasyfikacji poszczególnych przyczyn do właściwych grup lub podgrup. Wadą tej metody jest również nieprzejrzystość przy analizie złożonych problemów.